# 拜倫式英雄

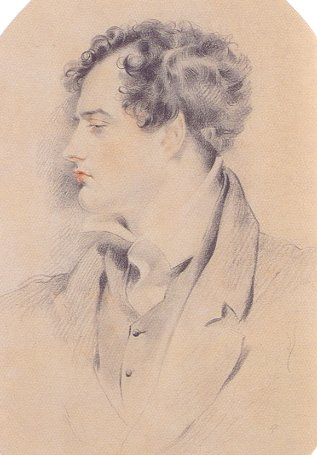
1816年亨利·哈羅畫的拜倫素描畫

拜倫式英雄（英語：Byronic hero）是介於浪漫英雄和反英雄之間的人格典型，具理想性但有缺陷。其特徵包括：才華橫溢、熱情、對所處社會體制的不滿、缺乏對階級和特權的尊重、因社會限制或死亡而受挫的愛情、叛亂或流亡、不愉快的秘密過往、傲慢，過度自信或缺乏遠見，最終自我毀滅。以英國浪漫時期的詩人拜倫勳爵的名字命名。他書如其人，其作品、性格、經歷同時都被認為是拜倫式英雄最精確的輪廓。

## 起源
拜倫式英雄第一次出現是在拜倫個人的半自傳史詩級的敘述詩恰爾德·哈羅爾德遊記（出版於1812～1818年）。同時身為歷史學家和評論家的第一代麥考利男爵托馬斯·巴賓頓·麥考利形容這個角色「一位驕傲、情緒化和憤世忌俗的男人，有著一座反抗到底的前額，和內心的苦痛。不屑施展他的善意，在報仇中有著總是難以平息的內心，還具有深沈、強烈的情感」在拜倫作品中最早版本的人物類型，恰爾德·哈羅德的性格，建立於多種早期文學的角色，包括哈姆雷特、歌德1774年的維特和威廉·戈德溫1794年《凱萊布·威廉斯傳奇》的福克蘭先生。他還很明顯的和弗朗索瓦-勒内·德·夏多布里昂的1802年中篇小說的英雄--勒內相似，不過拜倫本人似乎沒讀過這本書。
在恰爾德·哈羅爾德遊記之後，拜倫的作品都有拜倫式英雄的影子，包括他一系列以東方為主題敘事詩，1813年的《異教徒》、1814年的《海盜》、《萊拉》和他1817年的案頭戲《曼弗雷特》。舉例來說，拜倫形容《海盜》裡的海盜英雄康拉德：
那個孤單、神秘的男人，
很難見到他的笑容，鮮少聽到他的嘆氣--（I,VIII）
還有，
他知道自己是個惡棍--但他認為、
實際上比表面上看起來得更糟；
盡其所能的鄙視，就如同僞君子的有所掩藏，
那些行動都為大膽精神的不遮掩行徑。
他知道自己很令人厭惡，但他知道、
他的心，違逆他、捲縮的同時感到恐懼。
孤獨、野性、和怪誕，他依舊像是個局外人，
不管是在情感上、還是在他卑微的處境上：（I,XI）

這些東方敘事詩系列的作品凸顯其中的「虛張聲勢」，為確立人物性格具決定性的版本。這也是拜倫在他人生中嘗試改變的一個轉捩點，同時期他也參加了希臘獨立戰爭，最後喪命於戰爭中。他事實上是死於來自希臘的疾病，實際上死亡的情形不是那麼光鮮亮麗。傳回歐洲的時候，人們為了頌讚他的事蹟，他過世時的許多細節在眾多著作中被忽略掉了。在他生前的一段時期，在倫敦有一段談話，被（後來變成他的情人）的卡羅林·蘭姆女爵敘述為「認識他相當的瘋狂、壞和危險」。

## 公眾迴響
在拜倫死後的幾年，持續有熱烈的擁護者。其中著名的粉絲包括英國詩人丁尼生，拜倫過世時他才十四歲。一位詩人的逝去使丁尼生相當悲傷，他在離家頗近的薩默比（Somerby）雕刻一塊石頭「拜倫已死」，並聲稱「對他來說世界變的更加黑暗」。（MaCarthy,555）不過不管如何，拜倫作為一個人物形象被崇拜，讓許多粉絲效仿拜倫式英雄的人格與性情。其中威爾弗里德·史卡溫·伯浪特（-Wilfrid Scawen Blunt-）把拜倫潮流的引響發揮到極致，他和拜倫的孫女結婚（MaCarthy,562），去歐洲大陸「朝聖拜倫」的時候，威爾弗里德·史卡溫·伯浪特有他的反帝國主義的支持者目擊到，他成功鞏固、效仿拜倫的人物形象，因為他如他的英雄--拜倫一樣身懷流浪者之姿。

## 影響文壇
拜倫對19世紀浪漫主義時期的藝術家和哥德小說的作家都有著顯著的引響，他前女友卡羅林·蘭姆女爵第一本小說《Glenarvo》中的主角，以拜倫為模型塑造出來的角色。還有拜倫他個人醫師約翰·威廉·波里道利1819年的《吸血鬼》中的盧希梵爵士； 維克多·雨果1831年的《鐘樓怪人》中聖母院會吏長的克洛德‧孚羅洛；亞歷山大·大仲馬1844年《基度山恩復仇記》的艾德蒙‧唐泰斯；艾蜜莉‧勃朗特1874年《咆哮山莊》的希斯克里夫；和夏綠蒂‧勃朗特1874年的《簡‧愛》之中的羅徹斯特先生。在19世紀過後，還有諸多以拜倫式英雄為角色的例子。（McCarthy,557）
維多利亞時代晚期，拜倫式英雄似乎在文學作為孤獨的形象，任命於苦難（Harvey, 306）。不過不管如何，狄更斯所呈現的拜倫式英雄更加的複雜，《大衛‧科波菲爾》的詹姆斯‧斯蒂福作為拜倫式英雄新的面向，出現了「墮落天使」的概念。他暴躁的脾氣還有誘惑艾米莉的行為，應該要使讀者或甚至作為主角的大衛厭惡他。但並沒有，他仍然保有他個人的魅力。當大衛最終接納斯蒂福對艾米莉所作所為時（Harvey, 309），也許大衛做錯了，但他沒辦法打從心底的厭惡斯蒂福。斯蒂福偶爾被恨意激發的暴怒情緒，也揭露了許多受苦角色的處境（Harvey, 308）。關於拜倫式的仇恨，哈維（Harvey  William W.）認為斯蒂福相當驚人，是惡棍和英雄的混合體，且發掘拜倫式角色的兩面形象。
學者們畫了一條平行線在拜倫式英雄和俄國文學的多餘人之間。俄國詩人亞歷山大‧謝爾蓋耶維奇‧普希金著名的角色葉甫蓋尼·奧涅金呼應了《恰爾德·哈羅爾德遊記》許多特質。特別是，奧涅金孤獨沈思的樣子和輕視傳統貴族的形象。在拜倫的《恰爾德·哈羅爾德遊記》十二年後，普希金發表了他詩意的小說《葉甫蓋尼·奧涅金》。（著名小說《洛麗塔》的作者弗拉基米爾·弗拉基米羅維奇·納博科夫在他《葉甫蓋尼·奧涅金的評論》裡辯駁道，普希金在創作《葉甫蓋尼·奧涅金》之前，也就是他流亡的那幾年，有事先讀過拜倫的作品。）同樣的角色主題持續引響著俄國的文學界，特別是後繼普希金的俄國詩人米哈伊爾‧萊蒙托夫1839年的小說《當代英雄》，以畢巧林這個角色，在文學上提振了拜倫式英雄的存在。
拜倫式英雄也在當今的許多小說起到重要的作用，拜倫的作品無庸置疑引響著現代文學，作為普遍反英雄類型的先驅。斯卡頓‧勒胡1909到1910年《歌劇魅影》中的艾瑞克是另一個20前半世紀的廣為人知的例子。（Markos, 162）同時伊恩‧佛萊明的《詹姆士·龐德》系列，（如果不是電影中的形象的話）顯示所有20後半世紀的特徵：「孤獨、憂鬱，有著自然良好的體格，總是不知不覺的導向破壞...在感性中透露著黑暗和憂慮的徘徊，擁有不吉祥的隱私，在所有謎樣之下，有著一層冰冷又憤世忌俗的表象。

## 拜倫式女英雄
拜倫的作品有讓人聯想，發展拜倫式女英雄的潜力。查理斯‧J‧克蘭西聲稱《唐璜》裡的奧羅拉擁有非常多面拜倫式英雄的形象與典型。在詩裡被形容成「靜默、孤獨」，因為她出生的時候就是個孤兒，她的人生一直處於孤立無援的狀態。她證實了學者索爾斯列夫，聲明拜倫式英雄為「一成不變的孤獨」（Clancy, 29）。她總是能喚起對身邊人事物的興趣、關心，她身邊的人對她「表達的敬意的同時，總時透露著敬畏的成分」（XV, 47），可以與那些男性的拜倫式英雄們相同並論。這和拜倫本人隨處可企及的瘋狂的敘述，相似度是極高的（McCarthy, 161）。她顯而易見悲哀的天性，讓她沈浸於拜倫式英雄的悔憾神態。她被形容成擁有一雙深沈、傷感的眼睛，「她的眼睛難過的閃爍，就像熾天使的光芒」（XV, 45），這即是拜倫式英雄人物性格的細節（Clancy, 30）。她表露了對人文精神的絕望，學者索爾斯列夫強調像拜倫的另一部作品《該隱》一樣，她自己接納了「男性墮落」的絕望感（XV, 45），其實也就是讓她感受到在《該隱》中，對人文精神毀滅的恐懼（Clancy, 31）。

## 備註
1. ↑  Christiansen, 201
2. ↑  Christiansen, 201-203
3. ↑  Christiansen, 203; sections VIII-XI of Canto I contain an extended account of Conrad's character, see Wikisource text
4. ↑  Christiansen, 202
5. ↑  Christiansen, 202, 213
6. ↑  Jonathan David Gross (2001). Byron: The Erotic Liberal （页面存档备份，存于）. Rowman & Littlefield. p. 148. ISBN 0-7425-1162-6.
7. ↑  Alexandre Dumas (1844). The Count of Monte Cristo. Wordsworth Classics. p. 247. ISBN 978-1-85326-733-8.
8. 1 2  Christiansen, 218-222
9. ↑   Christiansen, 220, note
10. ↑  Amis, 26